# Головоломка (фільм)
Головоло́мка (Puzzlehead; також Реплікатор) — науково-фантастичний драматичний фільм. Написаний і режисований Джеймсом Баєм. Фільм дебютував на кінофестивалі Трайбека в квітні 2005 року.

## Про фільм
Волтер — учений, який живе в темному світі, де технології заборонені. Він таємно працює над створенням самосвідомого андроїда на свою власну подобу.
Цей андроїд, якого Волтер назвав Головоломка, є супутником вченого та його зв'язком із зовнішнім світом. Він розвиває власну особистість і самосвідомість на зразок манер дитини, яка навчається. Андроїд і його творець протистоять один проти одного, коли Пазлхед переслідує Джулію — жінку, яка не знає, що Волтер має до неї почуття.
Волтер вирішує взяти під контроль здатність Пазлхеда думати самостійно. Але залишається питання — чи він це?

## Знімались
| Актор          | Роль        |
| -------------- | ----------- |
| Стефен Галайда | Головоломка |
| Роббі Шапіро   | Джулія      |